# Élevage en batterie

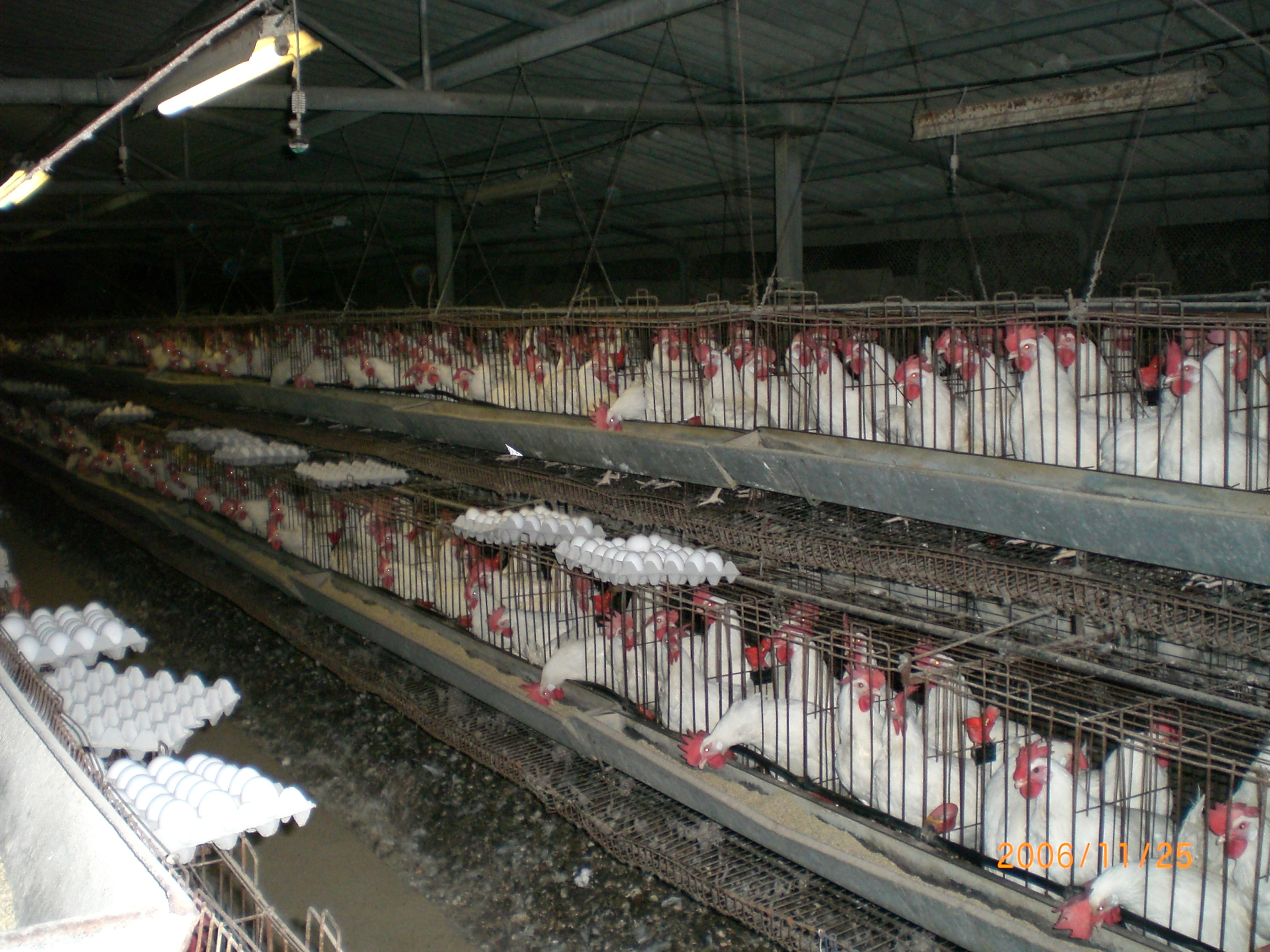
Poules pondeuses élevées en cages (2006).

L'élevage en batterie est un mode d'élevage intensif où les animaux sont élevés dans des batteries. Les batteries sont des dispositions linéaires de cages métalliques, sur un étage ou bien superposées sur deux ou trois étages. C'est le cas de l'élevage de poules pondeuses et de volailles en général. Chaque cage peut recevoir un nombre variable d'animaux suivant les normes techniques appliquées.

## Terminologie
Décrié et combattu pour des raisons éthiques, le mot « batterie » est devenu très mal connoté. Il est aujourd'hui moins utilisé que les simples termes « cage » ou « case », précisés par des normes techniques réglementées.
Les anciennes batteries de veaux de boucherie en cage individuelle s'appellent des « caisses » en langage courant d'éleveurs, d'où l'expression « veaux de caisses ».
D'autres termes techniques spécialisés sont utilisés tels que « flat-deck » (littéralement « pont plat » en anglais). Ce terme est utilisé pour désigner les cases collectives d'élevage de porcelets, surélevées sur un seul niveau, qui sont utilisées dans la période de post-sevrage, après la période de maternité, au contact de la mère, en case individuelle et avant l'élevage en case d'engraissement, en case collective au sol. Le terme flat-deck sert aussi parfois pour désigner les systèmes d'élevages du même type pour lapins, en engraissement ou en reproduction.
Le terme d'élevage concentrationnaire est parfois utilisé par ses détracteurs.

## Production animale concernée

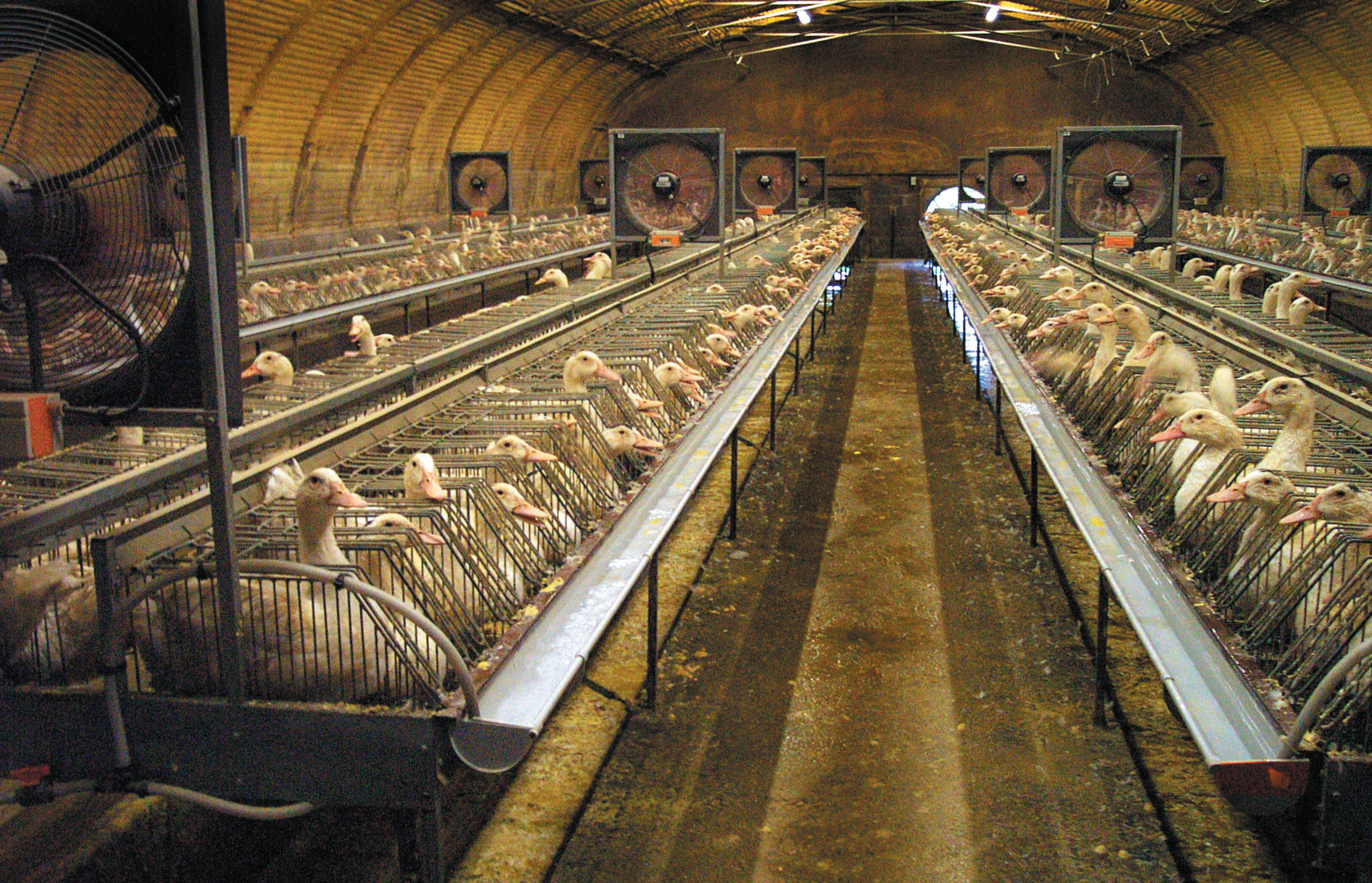
Salle de gavage pour canards destinés à la production industrielle du foie gras, France 2004.

Ce mode d'élevage, sous cette appellation, est principalement utilisé en aviculture, pour l'élevage de poules pondeuses, le gavage des canards destinés à la production du foie gras, en cuniculture et pour l'expérimentation animale. Mais il est aussi utilisé pour des animaux de plus grande taille, comme les porcelets et les veaux.
Près de 370 milliards d’animaux subissent ce mode d’élevage chaque année.

## Objectifs
L'élevage en batterie est une technique particulière de logement d'animaux en cage mise en œuvre en élevage intensif.
Les objectifs sont :
- économiques et ergonomiques :
  - la réduction du travail grâce à la mécanisation des activités quotidiennes (alimentation, enlèvement des déjections),
  - la maîtrise de la concentration animale dans des bâtiments spécialisés permettant cette mécanisation.
- hygiéniques et sanitaires : supprimer le contact avec les déjections évacuées sous le grillage ou le caillebotis supportant les animaux (notamment dans le cas de la production d'œufs de consommation) et maîtriser le risque microbien dans des concentrations animales.

## Éthique et règlementation

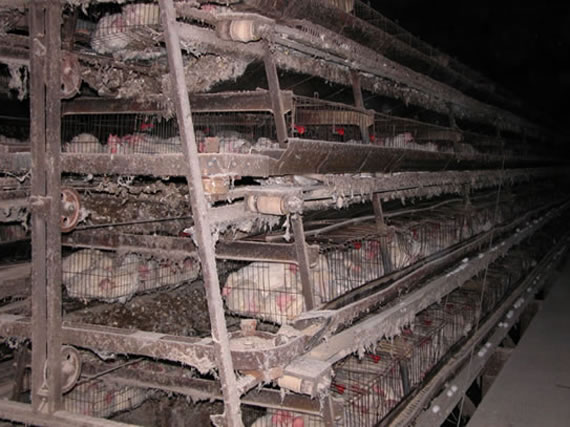
Elevage de poules pondeuses sans aucun respect des règles sanitaires (vers 2005).

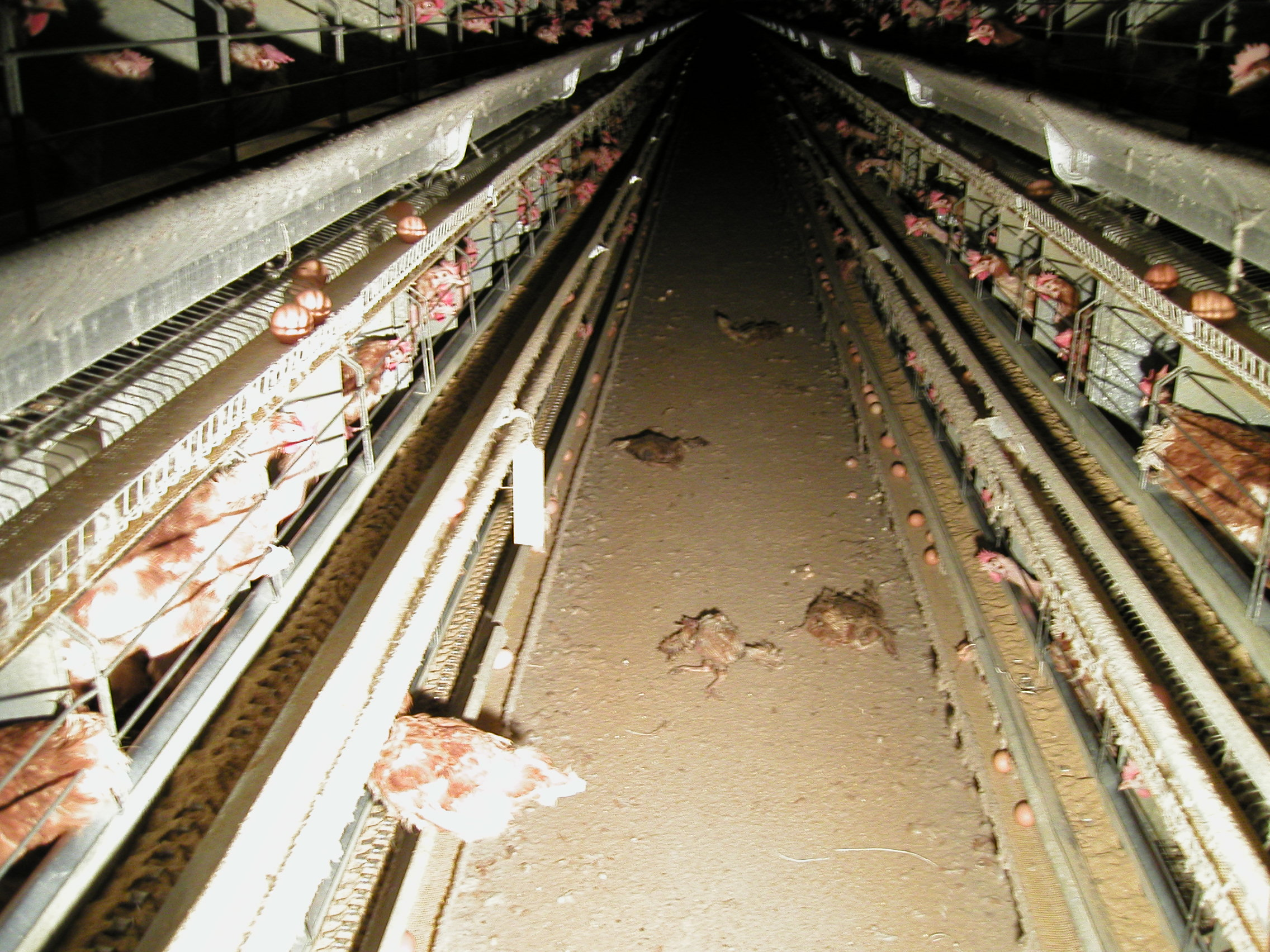
Élevage en batterie très négligé, Allemagne 2004.

L’élevage en batterie est dénoncé et combattu par plusieurs associations pour le bien-être animal, à cause des souffrances qu’il inflige aux animaux dont les conditions de vie sont sacrifiées afin d’obtenir un avantage concurrentiel par la vente des produits à des prix plus bas.
Le combat mené par ces associations et le soutien rencontré dans l'opinion ont abouti à des résultats divers en fonction des pays et des zones géographiques, notamment en Europe.

### Interdiction

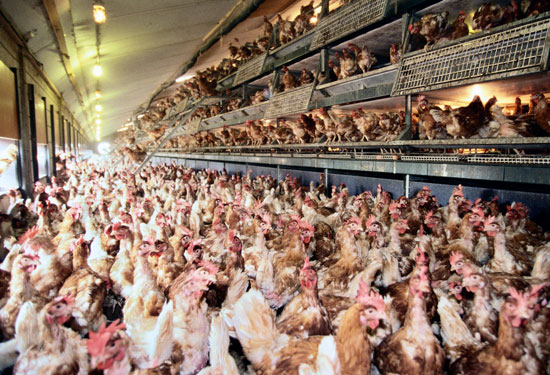
Élevage intensif de poules pondeuses, sans batterie, Israël 2010.

#### Suisse
En Suisse, l'élevage en batterie est interdit depuis 1982, avec une période transitoire de 10 ans. Ainsi, depuis le 1er janvier 1992, la Suisse est exempte d’élevages en cage,. La Suisse est le premier pays au monde à avoir interdit l'élevage en batterie.

#### Suède
En 1988, la Suède a adopté une nouvelle loi sur la protection des animaux et un nouveau règlement sur le bien-être animal. Le règlement sur le bien-être des animaux interdisait de garder les volailles en cages et les producteurs d'œufs avaient 10 ans pour mettre hors service l'élevage de volailles en cages. La mise en œuvre d'une interdiction totale des poules de batterie a été retardée mais à partir de 1998, toutes les cages doivent être équipées de nids, de bains de poussière et de perchoirs dans les cages. Lorsque l'UE a décidé d'interdire les poules de batterie en 2012, la Suède était bien préparée et à ce moment-là, tous les producteurs d'œufs suédois avaient été convertis en élevages de volailles en plein air.

#### Autriche
En Autriche, l'élevage de poules pondeuses en batterie est interdit depuis 2009.

#### Royaume-Uni
Au Royaume-Uni, l'élevage de poules pondeuses en batterie est interdit depuis décembre 2011 en application d'une directive communautaire de l'union Européenne.

#### États-Unis
Aux États-Unis, la Californie et le Michigan ont adopté des lois interdisant l'élevage de poules en batterie.

#### Allemagne
En Allemagne, à compter du 1er janvier 2010, les ligues de protection des animaux ont obtenu l'interdiction de l'élevage en batterie. Depuis 2009 déjà, en réponse à la désaffection des consommateurs, les supermarchés ne commercialisaient plus que des œufs « bio » ou de poules élevées en plein air. Les ligues ont également obtenu des grandes enseignes l'abandon de la vente des œufs issus de l'élevage intensif « en petits groupes » mais ces œufs sont toujours utilisés dans l'industrie agroalimentaire,. L'Allemagne a interdit les cages de batterie conventionnelles à partir de 2007, cinq ans plus tôt que requis par la directive européenne, et a interdit les cages enrichies à partir de 2012.

#### Union européenne
En Europe, à partir du 1er janvier 2012, après une période d'ajustement de 13 ans, l'élevage en batterie conventionnelle des poules pondeuses est interdit par la directive du Conseil européen 1999/74/CE, et remplacé par des cages aménagées. Ceci concerne les établissements de plus 350 pondeuses, excluant les plus petits et ceux d'élevage de ces poules.

### Évolution de l'élevage en batterie

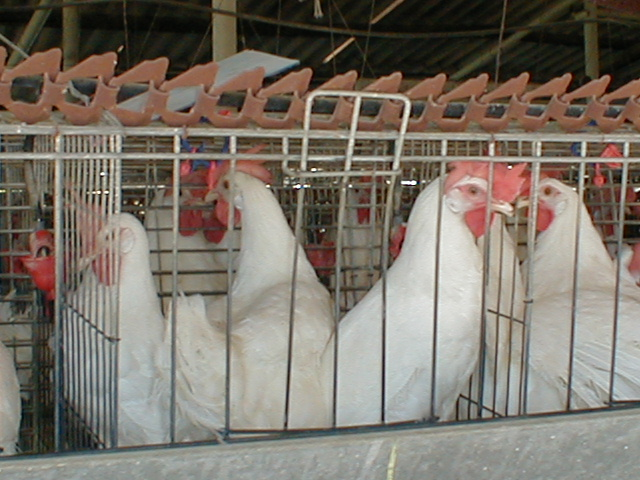
Élevage en batterie par petits groupes.

En Europe et dans les pays développés, l'application de cette réglementation a considérablement modifié la conception initiale de l'élevage en batterie. Il doit désormais respecter des normes minimales d'espace et d'équipement, en rapport avec la satisfaction des besoins comportementaux minimaux des animaux. Il conserve toutefois la caractéristique essentielle de l'élevage intensif, c'est-à-dire l'élevage en confinement et en nombre, que l'on retrouve dans les élevages intensifs au sol.
Par exemple, la production dite industrielle de veaux de boucherie en batterie, c'est-à-dire bloqués en case individuelle telles que décrites dans les sites ci-après, a été l'une des plus critiquées. Elle a été remplacée par l'entretien en case collective telles que définies par deux directives européennes, celle de 1992 complétée par celle de 1997.
Parmi les points dénoncés par ces associations, concernant le « veau de batterie » tel qu'il était produit autrefois, les anciennes cages individuelles, souvent appelées « caisses », étaient conçues, entre autres, pour que les animaux ne puissent pas se retourner afin que leurs déjections puissent être récoltées mécaniquement, toujours du même côté. La correction règlementaire relative au logement a été assortie d'autres normes, imposant un apport minimal quotidien d'aliments en fibres et de fer. Il demeure malgré tout, dans ce cas particulier du veau de boucherie, que le marché valorise toujours le plus les animaux fournissant la viande la plus claire, c'est-à-dire à moindre teneur en myoglobine, ce qui impose une alimentation ferriprive (pauvre en fer) apportée soit naturellement par une alimentation exclusivement lactée, soit artificiellement par des aliments industriels d'allaitement.

#### En France
Début 2017, 68 % des 47 millions de poules pondeuses françaises étaient élevées en batterie (la moyenne européenne étant de 56 %),. Dès avant qu'éclate le scandale des œufs contaminés au fipronil, plusieurs distributeurs et fabricants français s'étaient engagés à arrêter de se fournir en œufs de poules élevées en batterie en 2025 au plus tard,.
En octobre 2017, de nombreuses sociétés de l’agroalimentaire se sont engagées à arrêter, prochainement, la commercialisation ou l’utilisation d’œufs de poules élevées en cage. Bannir les œufs de poules élevées en cages des chaînes d’approvisionnement est une décision qui devrait prendre effet pour 2025. Elle concerne toute la filière de l’alimentation, des grossistes aux fabricants industriels de la grande distribution, en passant par le monde de l’hôtellerie-restauration[réf. souhaitée].